# Citerne de Pulchérie
La citerne de Pulchérie (en grec : Κινστέρνα Πουλχερίας; en turc : Pulcheria Sarnıcı) est une citerne couverte  probablement utilisée à l’origine pour alimenter en eau un ensemble palatial de Constantinople (aujourd’hui Istanbul en Turquie). 

## L’impératrice Pulchérie
Née en janvier 399, Aelia Pulcheria (Pulchérie) était la fille de l’empereur Flavius Arcadius (r. 395 - 408) et la sœur ainée de Théodose II (r. 408 - 450).  À la mort d’Arcadius, le pouvoir fut d’abord confié au préfet du prétoire Anthémius. En 414 Pulchérie remplaça celui-ci et fut nommée Augusta et tutrice de Théodose II; à cette occasion elle fit vœu de virginité, encourageant ses sœurs à faire de même. Extrêmement pieuse, elle transforma rapidement le palais en une sorte de monastère où elle veilla à la formation de son frère qu’elle continua à conseiller après que celui-ci eut atteint sa majorité,.
L’impératrice fut renommée pour sa philanthropie. Selon Sozomène, elle fit ériger de nombreuses églises et monuments publics destinés aux pauvres de Constantinople. Son activité en matière architecturale fut telle que le onzième district de la Ville fut nommé pulcherianai.

## Emplacement
La citerne est située dans le onzième district de Constantinople, à l’extrémité est de  vallée séparant les quatrième et cinquième collines de la ville. Le réservoir pour son eau aurait été la citerne couverte située dans la partie nord du quartier Fatih, faisant face à la partie  sud du çukurbostan (« jardin asséché » en turc) du sultan Selim Ier que l’on identifie de nos jours avec la citerne d’Aspar. La principale raison pour identifier ainsi son emplacement est sa position au sein du quartier dit Pulcherianae (en grec : αὶ Πουλχεριαναὶ)  où l’impératrice aurait fait édifier son palais.

## Histoire
Selon la Chronicon Paschale, chronique byzantine de l'histoire du monde rédigée au VIIe siècle et notre seule source pour ce monument, cette citerne fut construite par Pulchérie alors qu’elle était la conseillère principale de son frère Théodose II (414 - 421). Selon la même chronique, elle fut utilisée pour la première fois lors des Ides de 421. Toutefois, en se basant sur ses caractéristiques architecturales, Ernest Mamboury suggère plutôt une construction au VIe siècle. Elle fut abandonnée après la conquête ottomane de 1543. Asséchée, elle fut occupée par des tisserands jusqu’au début du XXe siècle. Plus récemment elle a été restaurée et sert maintenant pour des mariages et autres évènements sociaux.

## Description
La citerne est l’une des mieux préservées d’Istanbul. Elle faisait probablement partie d’un ensemble palatial qui n’a pas survécu. Elle a une superficie de 29,10 m. sur 18,70 m. (95.5 pieds sur 61.4). Le toit est porté par quatre rangées de sept colonnes de marbre ou de granit, lesquelles supportent quarante dômes situés à 8,50 m. (27.9 pieds) au-dessus du sol. Les colonnes sont de style corinthien et surmontées de traverses, certaines sculptées de feuilles d’acanthe, certaines de croix. L’édifice original comprenait trente-cinq fenêtres, la plupart maintenant murées. La façade comporte quatre fenêtres d’égale grandeur et une porte située sous la troisième fenêtre.